# Hersilia (mythologie)
Hersilia was in de Romeinse mythologie de echtgenote van Romulus.
Ze zou na de dood van haar echtgenoot gewenst hebben hem terug te zien. Hierop gaf Juno haar het advies om naar het aan Quirinus gewijde bos op de Quirinaal te gaan. Daar daalde een ster uit de hemel op haar hoofd neer en Hersilia verdween van de aarde. Ze werd hierop vereerd in het heiligdom van Quirinus als Hor(t)a Quirini, daar deze vereenzelvigd was met haar echtgenoot Romulus. Zij werd gezien als beschermingsgodin van het huwelijk, die goede raad aan de mensen gaf. Haar tempel moest altijd openstaan.